# کاسیانو دلوایه
کاسیانو دلوایه (اسپانیایی: Casiano Delvalle‎؛ تلفظ اسپانیایی: [kaˈsjano ðelˈβaʎe]؛ زادهٔ ۱۳ اوت ۱۹۷۰) بازیکن سابق فوتبال اهل پاراگوئه است.
از باشگاه‌هایی که در آن بازی کرده‌است می‌توان به باشگاه فوتبال بیجینگ گوان، باشگاه فوتبال شاندونگ لیونگ اشاره کرد.